# Tienhoven (Everdingen)
Tienhoven is een buurtschap behorende tot de gemeente Vijfheerenlanden, in de provincie Utrecht. Het ligt ten zuidoosten van de stad Vianen, tussen de kernen Hagestein en Everdingen. Tienhoven is een buurtschap, in dezelfde gemeente Vijfheerenlanden is nog een dorp met dezelfde naam: Tienhoven aan de Lek.
In 1377 werd de heerlijkheid Tienhoven opgedragen aan het graafschap Holland. Het kwam hierna in bezit van de heer van Culemborg. In 1740 erfde Pieter Walbeeck de heerlijkheid. Zijn gelijknamige kleinzoon verkocht Tienhoven in 1819.
Steden: Ameide · Leerdam · Vianen      Dorpen: Everdingen · Hagestein · Hei- en Boeicop · Hoef en Haag · Kedichem · Leerbroek · Lexmond · Meerkerk · Nieuwland · Schoonrewoerd · Tienhoven aan de Lek · Zijderveld
Buurtschappen: Achterdijk · Achthoven · Broek · Diefdijk (Vijfheerenlanden) · Diefdijk (Vijfheerenlanden en West Betuwe) · Geer · Helsdingen · Hoogeind · Hoogewaard · Kortenhoeven · Kortgerecht · Lakerveld · Middelkoop · Loosdorp · Oosterwijk · Ossenwaard · Overboeicop · Overheicop · Sluis · Tienhoven (Everdingen) · Weverwijk
Utrecht: Steden en dorpen in Utrecht      Nederland: Provincies · Gemeenten